# Філогенія мінералів
Філогенія мінералів (рос. филогения минералов, англ. phylogeny of minerals, нім. Mineralenphylogenie f) – розділ генетичної мінералогії (вчення про закони утворення, перетворення та руйнацію мінеральних індивідів і агрегатів), який вивчає утворення мінеральних видів як природних хімічних сполук і фаз фізико-хімічних систем та парагенезисів як природних поєднань сполук і фаз. 